# Japan Cup 2008 (ciclismo)
La Japan Cup 2008, diciassettesima edizione della corsa, si svolse il 26 ottobre 2008 su un percorso di 151,3 km. Fu vinta dall'italiano Damiano Cunego che terminò la gara in 4h04'57" alla media di 37,061 km/h.
Alla partenza con 64 ciclisti, di cui 51 tagliarono il traguardo

## Ordine d'arrivo (Top 10)
| Pos. | Corridore         | Squadra       | Tempo    |
| ---- | ----------------- | ------------- | -------- |
| 1    | Damiano Cunego    | Lampre-N.G.C. | 4h04'57" |
| 2    | Giovanni Visconti | QuickStep     | s.t.     |
| 3    | Ivan Basso        | Liquigas      | s.t.     |
| 4    | Valerio Agnoli    | Liquigas      | a 12"    |
| 5    | Francesco Gavazzi | Lampre-N.G.C. | a 1'23"" |
| 6    | Thomas Voeckler   | Bouygues Tél. | s.t.     |
| 7    | Kjell Carlström   | Liquigas      | s.t.     |
| 8    | Alessandro Proni  | QuickStep     | s.t.     |
| 9    | Yukihiro Doi      | Skil-Shimano  | s.t.     |
| 10   | Taiji Nishitani   | Aisan         | s.t.     |